# Aleksandr Lenev
Aleksandr Ivanovitch Lenev  (en russe : Александр Иванович Ленёв, Aleksandr Ivanovitch Leniov), né le 25 septembre 1944 à Stalinogorsk et mort le 12 novembre 2021, était un footballeur international soviétique.

## Biographie
Lenev a commencé sa carrière en jouant pour le Chinnik Iaroslavl, durant une saison, avant d'être recruté par le Torpedo Moscou où il a connu la plus belle partie de sa carrière. Il a remporté le championnat d'URSS dès son arrivée mais évoluait à un poste de remplaçant.
En 1966, il est devenu un élément important de la défense du Torpedo, commençant aussi une carrière internationale. Malgré son rôle défensif, il a su se faire remarquer pour ses buts occasionnels. Il a remporté la Coupe d'URSS en 1968 pour la seule fois de sa carrière et a aussi été sélectionné pour le Championnat d'Europe 1968 sans y jouer aucun match.
Il a quitté le Torpedo Moscou en cours de saison, en 1971, pour partir jouer pour le petit club du Volga Gorki durant une saison avant de finir sa carrière dans le club du Metallurg Tula après un passage chez le Torpedo Koutaïssi.

## Statistiques
| Saison                | Club                  | Championnat           | Championnat | Championnat | Coupe(s) nationale(s) | Coupe(s) nationale(s) | Compétition(s) continentale(s) | Compétition(s) continentale(s) | Compétition(s) continentale(s) | Total | Total |
| Saison                | Club                  | Division              | M.          | B.          | M.                    | B.                    | Comp.                          | M.                             | B.                             | M.    | B.    |
| 1963                  | Khimik Novomoskovsk   | D2                    | 31          | 1           | 1                     | 0                     | -                              | -                              | -                              | 32    | 1     |
| 1964                  | Chinnik Iaroslavl     | D1                    | 17          | 1           | 2                     | 1                     | -                              | -                              | -                              | 19    | 2     |
| Sous-total            | Sous-total            | Sous-total            | 48          | 2           | 3                     | 1                     | -                              | -                              | -                              | 51    | 3     |
| 1965                  | Torpedo Moscou        | D1                    | 9           | 1           | 1                     | 0                     | -                              | -                              | -                              | 10    | 1     |
| 1966                  | Torpedo Moscou        | D1                    | 32          | 2           | 5                     | 0                     | C1                             | 2                              | 0                              | 39    | 2     |
| 1967                  | Torpedo Moscou        | D1                    | 31          | 6           | 3                     | 2                     | C2                             | 4                              | 0                              | 38    | 8     |
| 1968                  | Torpedo Moscou        | D1                    | 31          | 4           | 6                     | 2                     | C2                             | 3                              | 0                              | 40    | 6     |
| 1969                  | Torpedo Moscou        | D1                    | 29          | 6           | 3                     | 0                     | C2                             | 2                              | 0                              | 34    | 6     |
| 1970                  | Torpedo Moscou        | D1                    | 26          | 5           | 3                     | 0                     | -                              | -                              | -                              | 29    | 5     |
| 1971                  | Torpedo Moscou        | D1                    | 6           | 0           | 3                     | 0                     | -                              | -                              | -                              | 9     | 0     |
| Sous-total            | Sous-total            | Sous-total            | 164         | 24          | 24                    | 4                     | -                              | 11                             | 0                              | 199   | 28    |
| 1971                  | Volga Gorki           | D3                    | 6           | 1           | -                     | -                     | -                              | -                              | -                              | 6     | 1     |
| 1972                  | Torpedo Koutaïssi     | D2                    | 29          | 4           | -                     | -                     | -                              | -                              | -                              | 29    | 4     |
| 1973                  | Metallourg Toula      | D3                    | -           | -           | -                     | -                     | -                              | -                              | -                              | 0     | 0     |
| 1974                  | Metallourg Toula      | D3                    | 11          | 0           | -                     | -                     | -                              | -                              | -                              | 11    | 0     |
| Sous-total            | Sous-total            | Sous-total            | 46          | 5           | -                     | -                     | -                              | -                              | -                              | 46    | 5     |
| Total sur la carrière | Total sur la carrière | Total sur la carrière | 258         | 31          | 27                    | 5                     | -                              | 11                             | 0                              | 296   | 36    |

## Palmarès
- Champion d'URSS : 1965
- Vainqueur de la Coupe d'URSS : 1968